# Tell All the People
„Tell All The People“ je píseň skupiny The Doors, jejímž autorem je Robby Krieger. Vyšla v červnu 1969 jako v pořadí třetí singl k albu The Soft Parade, kde byla umístěna jako první z celého alba. B-stranu singlu tvořila skladba „Easy Ride“.
V hudebním žebříčku Billboard skladba v roce 1969 dosáhla na 57. místo.